# Entemnotrochus adansonianus
Entemnotrochus adansonianus är en snäckart som först beskrevs av Joseph Charles Hippolyte Crosse och P. Fischer 1861.  Entemnotrochus adansonianus ingår i släktet Entemnotrochus och familjen Pleurotomariidae. Inga underarter finns listade i Catalogue of Life.

## Bildgalleri

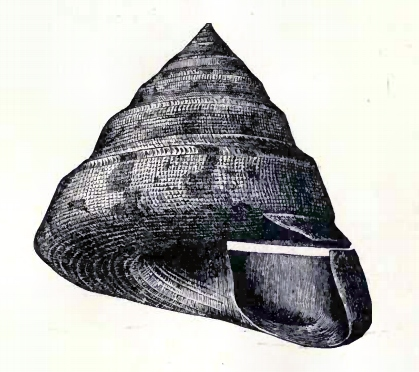